# Como en el cine
Como en el cine est une telenovela mexicaine diffusée en 2001 - 2002 par Azteca Trece (TV Azteca).

## Distribution
- Lorena Rojas : Isabel "Chabela" Montero
- Mauricio Ochmann : Javier Borja / Joaquin "Joaco" Borja
- Olivia Collins : Susana "Zu Zu" Ramírez
- Pedro Sicard : Daniel
- Ángela Fuste : Bárbara
- Héctor Soberón : Enrique
- Úrsula Prats : Nieves de Borja
- Alberto Mayagoitia : Billy Billetes

## Autres versions
- Pecadora (2009), produit par Venevisión.

### Sources
- (es) Cet article est partiellement ou en totalité issu de l’article de Wikipédia en espagnol intitulé « Como en el cine » (voir la liste des auteurs).